# Ingeniørtropper
Ingeniørtropperne (eller pionérer) er en militær faggren. Den danske hærs ingeniørtropper er samlet i Det danske ingeniørregiment, baseret på Skive Kaserne. Ingeniørsoldaternes opgaver består i at bane vej for andre tropper, for eksempel at rydde landminer, at opstille lejre og at bygge feltbroer. De arbejder i forreste række sammen med Kamptropperne. En af deres vigtigste opgaver er også af bremse fjendtlige tropper ved mineudlægning og ved at sprænge broer og veje.
Fra 1952 til 1997 var Jyske Ingeniørregiment kaserneret på Randers Kaserne sammen med Jyske Telegrafregiment. I samme tidsrum var Sjællandske Ingeniørregiment kaserneret på Farum Kaserne, sammen med Hærens ABC-skole.
Deres opgaver inddeles normalt i fire kategorier:

Mobilitetsfremmende: Opgaver der øger venligsindede styrkers muligheder for bevægelse. Både opstilling af midlertidige taktiske broer og veje, og konstruktion af mere permanente broer og veje. Rydning af miner, for at skabe passage gennem minefelter, samt rekognoscering for, og rydning af UXO'er (ueksploderede ammunitionsgenstande). Bortsprængning af hindringer som f.eks. væltede træer, pigtråd eller panser-hindringer (fx dragetænder). Også mindre opgaver som sprængning af døre og vægge under bykamp. 

Mobilitetshæmmende: Opgaver der mindsker fjendtlige styrkers muligheder for bevægelse. Udlægning af miner, sprængning af broer og jernbaner. Udlægning af hindringer, så som tjekkiske pindsvin, pigtråd, samt at vælte træer på veje. 

Overlevelse: Opgaver der øger venligtsindede styrkers muligheder for at overleve. Primært udbedring af kampstillinger og lejre af alle størrelser, med f.eks. beskyttende mure, løbegange og nedgravede stillinger til køretøjer. Ingeniørtropper har normalt også ansvar for støtte med CBRN-ekspertise: det er i daglig tale på dansk er det militære beredskab mod ABC-våben.

Generelle opgaver: Dækker de fleste kontruktionsopgaver, både til militære styrker (f.eks. lejre) og til lokalbefolkningen (f.eks. udbedring af infrastruktur).